# Емил Нолде
Емил Нолде, право име Емил Нахзен  ; Нолде, Шлезвиг, 1867 –Зебил, Холштајн, 1956) је био немачки сликар и графичар епохе експресионизма.

## Биографија
Нолде је изучио занат дуборесца у Фленсбургу и био једно време запослен као учитељ цртања у занатској школи у Санкт Галену (Швајцарска) пре него што је почео да се 1898/99. даље образује за сликара у Паризу. У Дрездену је приступио 1906. уметничкој групи Мост чије теме (велеград, свакодневни живот) он није преузео. У његовом опусу, који поред слика обухвата и дрворезе и аквареле налазе се изузетни пејзажи и мртве природе али и религиозни мотиви (на пример Тајна вечера, 1909; триптих Марија Египатска, 1912). Експедицијска путовања по Далеком истоку (укључујући и Јапан) и по Карибима 1913 — 14. године проширила су његове изражајне могућности.
Елементарна снага боја (пре свега жуте, наранџасте, цинобер, црвене) које су наношене у великим површинама и пуне контракста, делом оивечене црном, јесу карактеристике његовог стила сликања. Његови узори били су аутсајдери историје уметности као што је то био и он сам: Винсент ван Гог, Џејмс Енсор, Едвард Мунк и Пол Гоген. Од 1918. године живео је наизменично у Берлину, на свом имању у Зебилу и северној Фризији. Националсоцијалисти су његово дело прогласили дегенерисаном уметношћу и 1941. године забранили му рад. Тако су до 1945. настале његове Ненасликане слике (акварели).